# Plesiotethina australis
Plesiotethina
Genre
Espèce
Plesiotethina australis, unique représentant du genre Plesiotethina, est une espèce d'insectes diptères brachycères de la famille des Canacidae.